# NWA Power
NWA Power es un programa de televisión de entretenimiento deportivo de lucha libre profesional producido por la National Wrestling Alliance (NWA) y fue estrenado el 8 de octubre de 2019. Este programa cuenta con luchadores profesionales que actúan en combates de lucha libre y entrevistas. Estos elementos juntos crean y promueven las historias (storylines) de la programación. El programa se transmite semanalmente por medio de YouTube y Facebook, los martes a las 6:05 p. m. ET, y está disponible a pedido el siguiente sábado en FITE TV.
Las primeras grabaciones de televisión se llevaron a cabo el 30 de septiembre y el 1 de octubre de 2019 en los Georgia Public Broadcasting Studios en Atlanta, Georgia, y los episodios debutarán el 8 de octubre. Los programas semanales se desarrollarán para los eventos de pago por visión de la NWA.

## Producción
El 1 de mayo de 2017, Billy Corgan compró la National Wrestling Alliance, que incluye su nombre, derechos, marcas registradas y cinturones de campeonato. A partir de ese momento, Corgan y su equipo de producción comenzaron a reconstruir la marca NWA, incluida su historia de una década desde su inicio original en 1948.
En septiembre de 2019, la NWA anunció que iban a realizar grabaciones para un programa de televisión semanal, más tarde revelado para ser titulado "NWA Power". Los nuevos episodios debutarán en línea a partir del 8 de octubre de 2019. El tiempo de emisión de Power, 6:05 PM ET, es una llamada al clásico show de World Championship Wrestling del miembro de la NWA Jim Crockett Promotions que se emitirá a las 6:05 PM los sábados desde el principio de 1970 hasta 1992. El periodista de noticias de San Antonio Joe Galli y el gerente ejecutivo de pro-lucha libre Jim Cornette son los comentaristas y Championship Wrestling del dueño de Hollywood, David Márquez, sirve como entrevistador y presentador.
Tras el episodio del 19 de noviembre de Powerrr en la lista, fue eliminado rápidamente debido a los comentarios de Cornette que algunos consideraron racistas. El episodio se editó para excluir los comentarios y se volvió a publicar el mismo día. Al día siguiente, NWA emitió una declaración que indica que Cornette renunció a la NWA.
Durante Hard Times III: In New Orleans, se anunció la emisión del primer episodio en vivo de Powerrr el 31 de enero de 2023.